# Palazzo De Carolis
Palazzo De Carolis è un edificio sito in Roma, Via del Corso n. 307 (Rione IX Pigna).

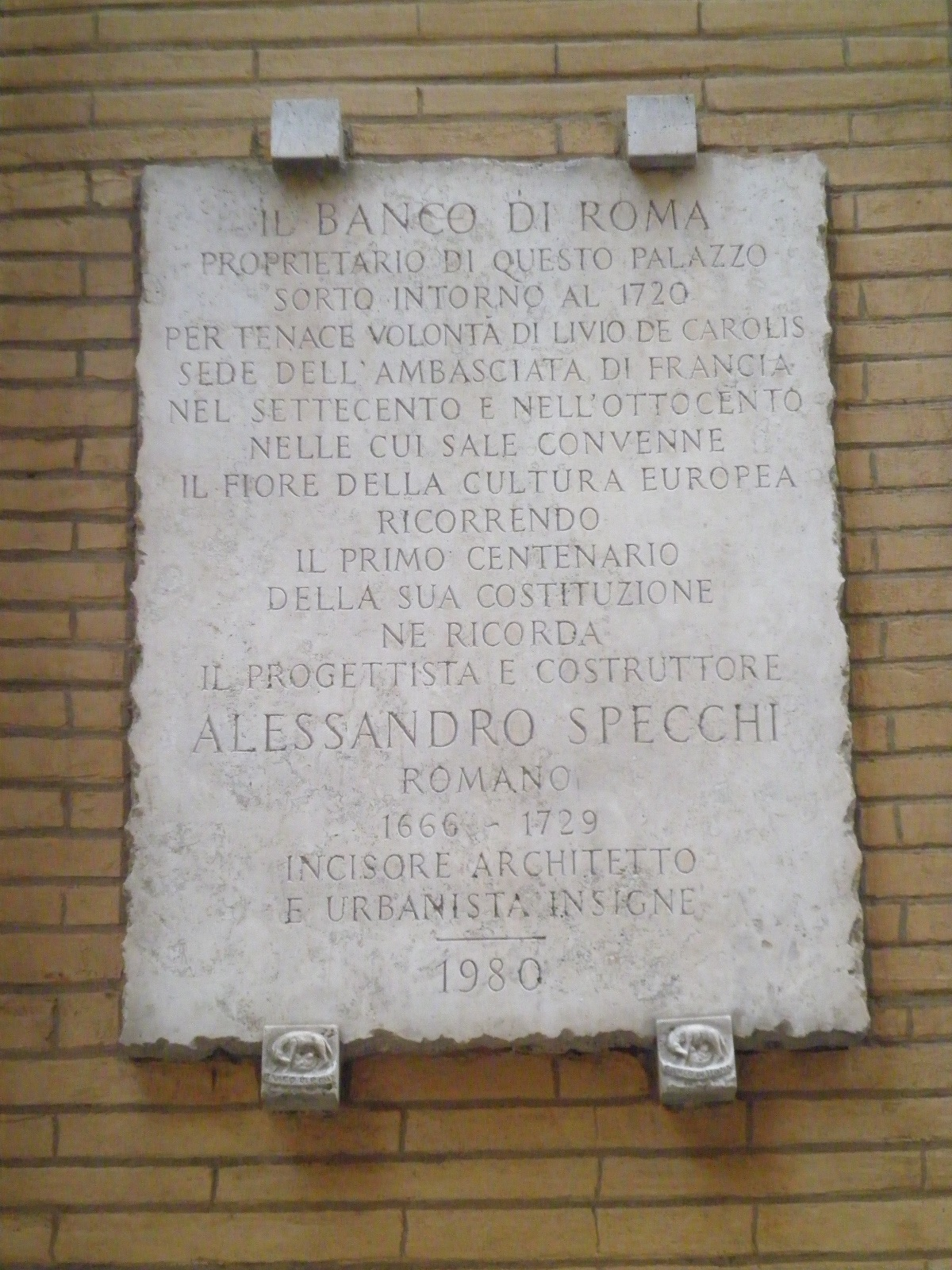
Memoria di Alessandro Specchi a cura del Banco di Roma

## Storia
Il palazzo prende il nome da Livio De Carolis, ambizioso e ricco mercante nobilitato da Benedetto  XIII dal quale ottenne il marchesato di Prossedi, trasmissibile ai suoi eredi e successori. Acquisì nell'arco di un decennio, agli inizi del Settecento, una vasta area con edifici minori di fronte alla Chiesa di San Marcello al Corso, ed incaricò l'architetto Alessandro Specchi di costruire una lussuosa residenza. L'opera, iniziata nel 1714, assunse l'aspetto definitivo nel 1728 circa. Il neo-marchese non badò a spese per abbellire gli interni, chiamando famosi pittori quali Andrea Procaccini, Benedetto Luti, Giovanni Paolo Pannini, Francesco Trevisani, Giovanni Odazzi, Domenico Muratori e Sebastiano Conca. Il palazzo doveva essere come un biglietto da visita per ottenere importanti cariche pubbliche che permettessero il rientro dell'investimento, ma ciò non avvenne e gli eredi di Livio, oberati di debiti, nel 1748 furono costretti a venderlo all'asta.
L'edificio passò alla Compagnia di Gesù, che fece periziare ed inventariare l'immobile dall'architetto Luigi Vanvitelli, affittandolo poi a personaggi illustri. 
Dal 1830 al 1908 il palazzo, già sede dell'ambasciata di Francia, fu proprietà dei Boncompagni Ludovisi. Il principe Baldassarre Boncompagni vi realizzò la sua "Tipografia delle Scienze Matematiche e Fisiche" e vi aveva costituito una ragguardevole biblioteca scientifica, ora dispersa.
Sul balcone centrale i Ludovisi avevano fatto costruire, verso il 1845, un "bussolotto" o magnano, sorta di veranda riparata da persiane particolarmente apprezzata per assistere ai cortei carnevaleschi ed alla Corsa dei barberi - quasi tutti i palazzi nobiliari sulla via del Corso ne avevano uno. Dopo che i nuovi re Savoia ebbero proibito la corsa nel 1878, i magnani furono demoliti, man mano che i palazzi venivano ristrutturati; oggi ne restano solo pochissimi, e l'unico ancora riconoscibile e in buone condizioni è quello di Palazzo Bonaparte. 
Il palazzo fu poi venduto, nel 1908, al Banco di Roma, tuttora proprietario (Unicredit Banca di Roma). L'immobile fu quindi ristrutturato per ospitare gli uffici di rappresentanza della Banca, su progetto dell'architetto Pio Piacentini, che realizzò il piano attico e adattò diversi ambienti in stile Liberty. Il grande cortile, dove il principe Ignazio Boncompagni Ludovisi aveva fatto apporre nel 1893 un'iscrizione - ancora in loco - per memoria della cannonata sparata dai francesi di Oudinot durante l'assedio di Roma del  1849 (la palla di cannone ricorda un analogo evento verificatosi a Palazzo Colonna, dove però la palla di cannone esiste ancora, murata all'ingresso del salone d'onore), fu coperto e trasformato in salone dell'agenzia.
È rimasta quasi intatta la scala elicoidale adorna di colonne doriche binate progettata dallo Specchi.

## Descrizione
La facciata sulla Via del Corso, scompartita da lesene, è a quattro piani più attico. Al piano terra presenta sedici finestre con davanzale, architrave ed inferriata che sovrastano altrettante finestrelle del seminterrato. Al centro quattro colonne doriche sostengono il balcone del piano nobile ed inquadrano il portale, sormontato da una testa femminile.
Il piano nobile presenta 16 finestre, e tre porte-finestre corrispondenti al balcone. Sono con timpano curvo, su quella centrale lo stemma del Banco di Roma.
Al secondo piano le finestre hanno un timpano adorno di conchiglie, al terzo piano finestre più piccole con cornice. La facciata originale termina con un bel cornicione con rosette e teste di leone sorretto da mensole, tra le quali sono stati posti elementi araldici dei Boncompagni Ludovisi. Il sovrastante attico presenta porte-finestre semplici e con balconcini.
I cantonali, bugnati al piano terra, sono formati da lesene con elemento curvilineo.
All'angolo della facciata principale faceva un tempo bella mostra di sé la Fontana del Facchino, spostata nel 1872 più all'interno di Via Lata.